# Veldheren
Veldheren is een Nederlandse podcast waarin generaals buiten dienst Peter van Uhm en Mart de Kruif bespreken wat er gebeurt in de oorlog in Oekraïne. De eerste aflevering werd gepubliceerd op 24 februari 2023, precies één jaar na de Russische invasie van Oekraïne. Sinds de aanval van Hamas op Israël op 7 oktober 2023 bespreken Van Uhm en De Kruif ook de ontwikkelingen in de oorlog tussen Hamas en Israël. De Veldheren-podcast wordt gepresenteerd door journalist Jos de Groot.
Veldheren heeft gemiddeld 60.000 luisteraars per aflevering. Naast de actuele situatie in de oorlogen in Oekraïne en de Gazastrook, bespreken Van Uhm en De Kruif ook bredere thema's zoals vrijheid, leiderschap en de rol van logistiek binnen Defensie. Soms doen ze dat samen met een gast. Onder anderen Tom Middendorp, Leo Beulen en Jan Broeks waren te gast in Veldheren.
Veldheren Live is het militaire theatercollege dat is voortgekomen uit de Veldheren-podcast, waarmee Van Uhm, De Kruif en De Groot sinds september 2023 in verschillende Nederlandse theaters optreden.